# Doroteja Gorjanska
Doroteja Gorjanska (mađarski: Garai Dorottya) bila je bosanska kraljica, supruga kralja Stjepana Tvrtka II.
Njeno ime se spominje u samo jednom pisanom izvoru, i to izvoru koji govori tek o Tvrtkovom planiranom braku, odnosno koji datira prije nego što je Doroteja postala kraljica Bosne. Povjesničari su stoga oprezni i ne govore mnogo o Mađarici koja je bila prva žena Bosanskog kraljevstva deset godina.

## Podrijetlo i bračni pregovori
Doroteja je bila kćerka istaknutog hrvatskog bana Ivana Gorjanskog, te potomak ugarske plemićke porodice Gorjanski. Majka joj je bila Hedviga, kćerka mazovskog vladara Siemowita IV. i litvanske princeze Aleksandre. Imala je jednu sestru, Katarinu.
O godini i mjestu njenog rođenja ništa se ne zna. U trenutku prošnje živjela je na području pečujske biskupije. Pošto Dubrovčani ističu njeno srodstvo s ugarskim kraljem Žigmunda Luksemburškoga u trećem koljenu, može se pretpostaviti da je barem neko vrijeme živjela na ugarskom kraljevskom dvoru.
Godine 1427. Tvrtko je izrazio želju da oženi Doroteju, religioznu rimokatolkinju. Rimokatolička Crkva se usprotivila braku, te ga je dozvolila tek kada se papa uvjerio u Tvrtkovu odanost Rimokatoličkoj Crkvi, a sam Tvrtko je papi priznao da vlada zemljom heretika. Tvrtku je brak s Dorotejom bio od iznimne važnosti zbog njenog srodstva s ugarskim plemstvom i samim kraljem Ugarske, te je želio njime učvrstiti svoje odnose s Ugarskom.

## Brak
Dana 9. travnja 1428. godine sklopljene su zaruke, a Tvrtko je Doroteju dočekao u mjestu Milodraž u pratnji dubrovačkih poslanika. Vjenčanje kojim je Doroteja postala kraljica Bosne je održano iste godine na bosanskom kraljevskom dvoru, između 23. srpnja, kada dubrovačko Veliko vijeće i Vijeće umoljenih određuju da će na kraljevu svadbu poslati dva svirača, i 31. srpnja, kada Dubrovčani traže od svojih poslanika da im jave kada mlada kraljica dođe u Podvisoki kako bi joj se mogli uručiti darovi. Vjenčanju iz protesta zbog nepopularne alijanse s Ugarskom nisu prisustvovali pojedini bosanski plemići, poput vojvode Sandalja Hranića Kosače, Radoslava Pavlovića, i Zlatonosovića. Dubrovački arhiv posjeduje dosta podataka o pripremama za svadbu, o poklonima uručenim novoj kraljici, kao i o samoj svadbi, čiji su značajan dio organizirali Dubrovčani.
Kraljica Doroteja se protivila reformama u redu franjevaca koje je poticao vikar Jakov Markijski. Između nje i budućeg sveca se razvilo veliko neprijateljstvo, te je Jakov kraljicu optuživao za pokušaje ubojstva.
Doroteja i Tvrtko su postali iznimno nepopularni među franjevcima, koji Doroteju nazivaju "zlom ženom". Jakov je bio poslan u Bosnu od pape Eugena IV. u svojstvu glavnog inkvizitora, a svoj neuspjeh u preobraćanju paterana papi je opravdao nedostatkom podrške kraljevskog para. Ovi izvještaji su u suprotnosti s izvorima koji Doroteju nazivaju predanom katolkinjom, ali i s činjenicom da se Tvrtka udala tek kada je dokazao svoju odanost Rimokatoličkoj Crkvi.
Kraljica Doroteja je umrla između 19. i 24. rujna 1438. godine. U grobnici Tvrtka II. u grobnoj kapeli na Bobovcu je prilikom arheoloških iskopavanja vršenih između 1959. i 1967. godine pronađen skelet ženske osobe starije od 20 godina; utvrđeno je da pripada Doroteji Gorjanskoj. U blizini groba su pronađene i umjetnine direktno asocirane s njom.

## Potomstvo
Nije razjašnjeno pitanje Dorotejinog potomstva. Kako izvori ne spominju djecu kraljevskog para, može se pretpostaviti da ih nije ni bilo. Međutim, arheološkim istraživanjem kraljevske grobnice utvrđeno je da se između grobova kralja Tvrtka II. i kraljice Doroteje nalazi dječji grob. U dubrovačkim izvorima nigdje nije zabilježeno ništa što bi moglo uputiti na trudnoću kraljice ili rođenje djeteta, a malo je vjerojatno da bi dubrovačkim kroničarima promaklo nešto tako značajno kao porod bosanske kraljice i tradicionalno slanje poklona povodom takvih događaja ili izraze sudjelovanja u slučaju da je dijete umrlo brzo nakon rođenja. Sa sigurnošću se može samo utvrditi da par iza sebe nakon smrti nije ostavio nikakvo potomstvo.

## Nasljeđe
Zaključeno je da je najvjerojatnije Doroteja Gorjanska incirala izgradnju intimne dvorske kapele na Bobovcu. To je najviše odgovaralo njenim potrebama i navikama, a i slične objekte je mogla vidjeti u Budimu, Višegradu i Ostrogonu; druge dvije ugledne i energične kraljice kojima se pripisivala izgradnja objekta su Jelena Nelipčić, za koju se smatra da je kraljevala prekratko za taj poduhvat, i Katarina Kosača-Kotromanić, za koju se pouzdanije zna da je inicirala izgradnju velike crkve na Bobovcu. Pavao Anđelić za Doroteju kaže da je "pokazala smisao za umjetnost i u praktičnom životu".